# دارين باتيسون
دارين باتيسون (2 أغسطس 1979 في المملكة المتحدة - )  (بالإنجليزية: Darren Pattinson)‏ هو لاعب كريكت أسترالي. شارك مع منتخب إنجلترا للكريكت. أما مع فريق رياضي، فقد لعب مع فريق فكتوريا للكريكت ونادي مقاطعة نوتنغهامشير للكريكت ‏ وMelbourne Renegades ‏.

## وصلات خارجية
- دارين باتيسون على موقع إي آس بي آن كريك إنفو (الإنجليزية)